# Guyon Fernandez
Guyon Fernandez (* 18. dubna 1986, Haag, Nizozemsko) je nizozemský fotbalový útočník, v současné době hráč NAC Breda.

## Klubová kariéra
V Nizozemsku nejprve profesionálně působil v ADO Den Haag, kde dříve hrával v mládežnických týmech. Začátkem roku 2009 přestoupil do SBV Excelsior a v roce 2011 do rotterdamského Feyenoordu.
V červenci 2013 odešel na hostování do PEC Zwolle, s nímž během sezony 2013/14 vyhrál nizozemský fotbalový pohár (KNVB beker), první v historii klubu. Ve finále proti Ajaxu Amsterdam vstřelil dva góly a utkání skončilo poměrem 5:1.